# Mindomys kutuku
Mindomys kutuku és una espècie de mamífer rosegador de la família dels cricètids. És endèmic de la Serralada de Kutukú (sud-est de l'Equador). El seu hàbitat natural són els boscos montans perennifolis. L'holotip tenia una llargada de cap a gropa de 151 mm, la cua de 197 mm i un pes de 95 g. El pelatge dorsal i dels flancs és de color marró rogenc fosc, mentre que el ventral és de color groc pàl·lid amb matisos groguencs i rogencs a la vora de la regió gular. El seu nom específic, kutuku, es refereix a la serralada on viu.